# Гней Клавдий Север (консул 173 года)
Гней Клавдий Север (лат. Gnaeus Claudius Severus) — римский политик второй половины II века.
Север происходил из семьи понтийских греков, проживавшей в пафлагонском городе Помпейополис. Его отцом был консул 146 года Гней Клавдий Север Арабиан. Как и его отец, Север был последователем философии перипатетиков. Хотя Север не имел большого политического значения, он был влиятельной фигурой в интеллектуальных и философских кругах в Риме. Он был другом и имел большое влияние на императора Марка Аврелия. По всей видимости, именно Север представил государю ритора Сульпиция Корнелиана и рекомендовал в качестве личного врача Галена. Север вместе с отцом сопровождал Марка Аврелия во время визита в Афины в 176 году.
До 162 года Север находился на посту консула-суффекта. В 173 году он занимал должность ординарного консула вместе с Тиберием Клавдием Помпеяном. В год своего второго консульства Север стал патроном и почетным гражданином Помпейополиса. В первом браке он был женат на племяннице Марка Аврелия Уммидии Квадрате. У них был сын Марк Клавдий Уммидий Квадрат, казненный в 182 году по обвинению в заговоре против Коммода. Во втором браке Север был женат на дочери Марка Аврелия Аннии Аврелии Галерии Фаустине. У них был сын, консул 200 года Тиберий Клавдий Север Прокул.